# Chiesa di Santa Margherita (Fornovo di Taro)
La chiesa di Santa Margherita è un luogo di culto cattolico dalle forme neoclassiche, situato in via Miodini a Sivizzano, frazione di Fornovo di Taro, in provincia e diocesi di Parma; è sede di una parrocchia compresa nella zona pastorale della Montagna.

## Storia
Il luogo di culto originario fu edificato lungo la via Francigena dai frati cistercensi dell'abbazia di Chaise-Dieu entro il 1098, unitamente a un piccolo monastero e a un ospedale per pellegrini.
Alla fine del XIII secolo la cappella fu citata tra le dipendenze della pieve di Fornovo.
Nel 1492 l'hospitale Sporzane fu soppresso e unito a quello di Parma.
Nel 1494 fu menzionata per la prima volta l'intitolazione del tempio a santa Margherita.
Nel 1564 la chiesa fu elevata a sede parrocchiale autonoma, alle dirette dipendenze del vescovo di Parma.
Nel corso del XVIII secolo il monastero adiacente fu sottoposto a interventi di ristrutturazione.
Tra il 1762 e il 1779 il vescovo Francesco Pettorelli Lalatta, durante la sua visita pastorale, ordinò la demolizione dell'antico luogo di culto medievale, profondamente degradato, e la sua completa ricostruzione; nel 1792 furono avviati i lavori di riedificazione del tempio e dell'adiacente campanile romanico, conservando soltanto la base di quest'ultimo; le opere furono completate nel 1800.
Nel 1910 la torre campanaria fu sopraelevata.

## Descrizione

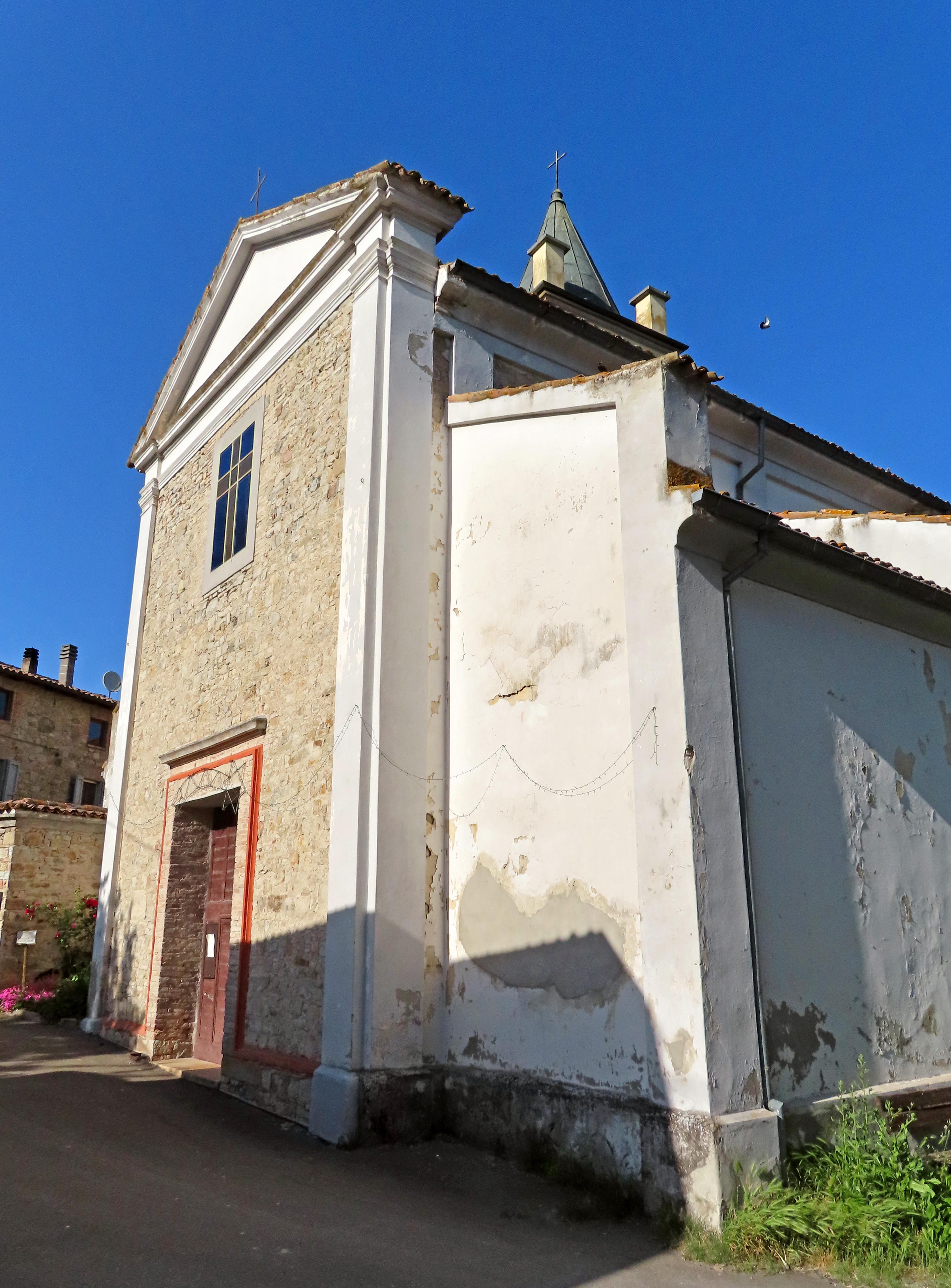
Facciata

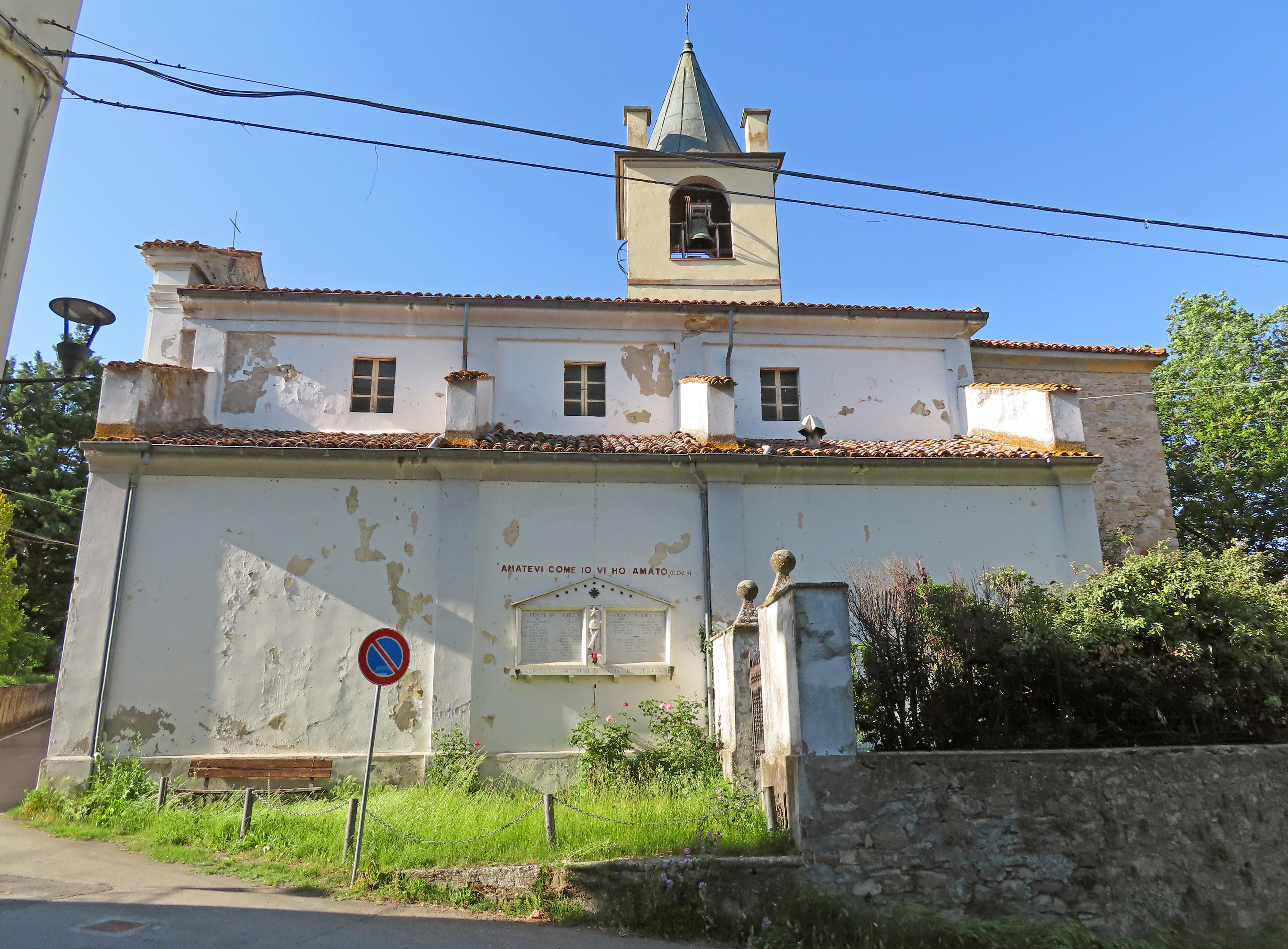
Lato sud

Il complesso si estende intorno a una corte aperta sul lato occidentale; la chiesa si allunga a sud, mentre i lati est e nord sono occupati dall'ex monastero.

### Chiesa
La chiesa si sviluppa su un impianto a navata unica affiancata da tre cappelle per lato, con ingresso a ovest e presbiterio a est.
La simmetrica facciata a salienti, parzialmente intonacata, è tripartita verticalmente da due lesene d'ordine gigante, coronate da capitelli dorici. Nel mezzo dell'avancorpo centrale, rivestito in pietra a maglia irregolare, è collocato l'ampio portale d'ingresso delimitato da una cornice e sormontato da un architrave in rilievo; più in alto si apre una finestra incorniciata; in sommità si staglia un frontone triangolare intonacato, con cornice in aggetto. I corpi laterali, lievemente arretrati, sono affiancati alle estremità da lesene doriche.

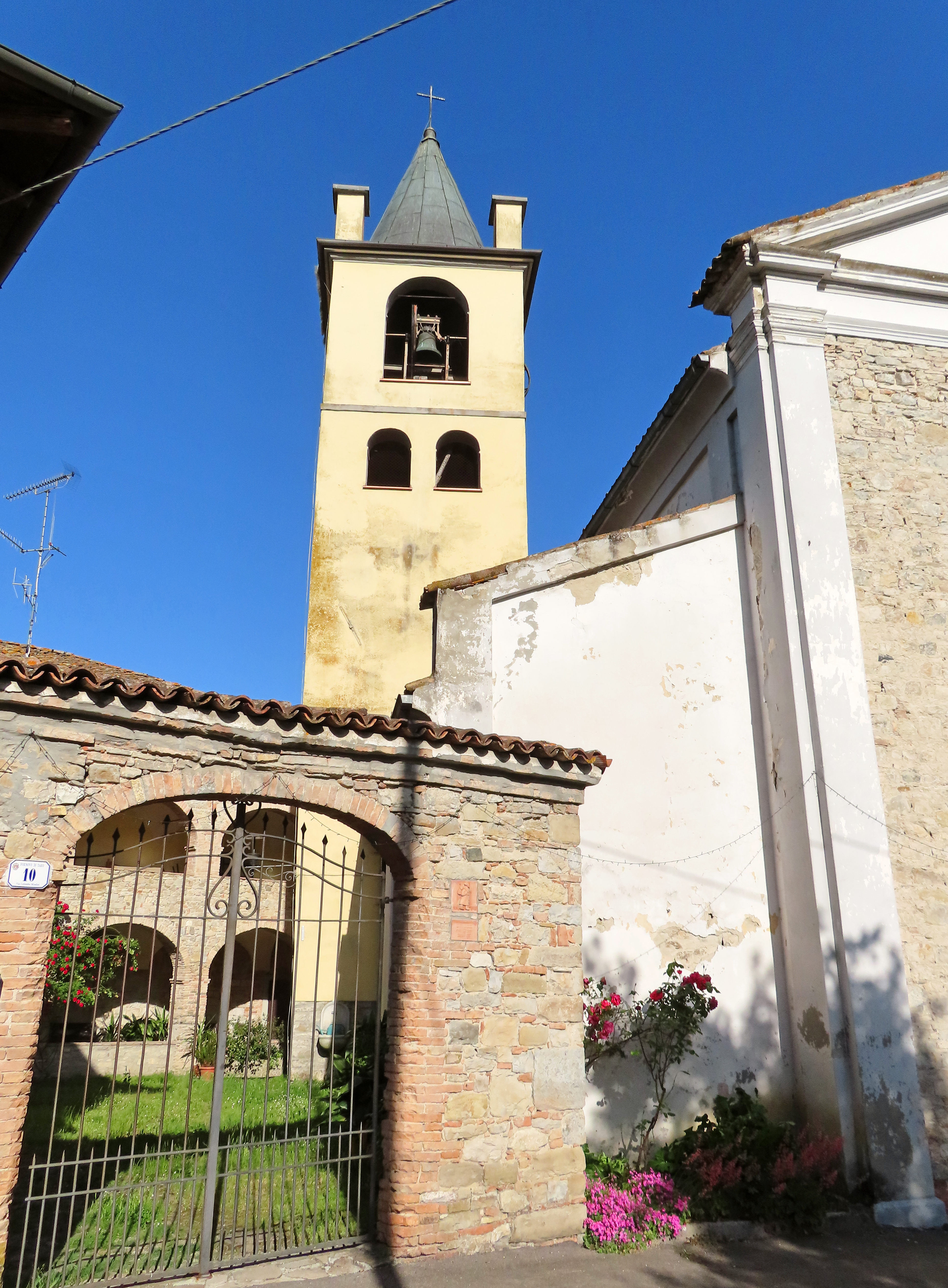
Campanile

I fianchi sono scanditi da paraste e contrafforti; sulla navata centrale si aprono in sommità piccole finestre rettangolari; al termine del lato destro è collocato il monumento ai caduti di tutte le guerre di Sivizzano, mentre dal prospetto opposto emerge il massiccio campanile intonacato, illuminato da coppie di monofore ad arco a tutto sesto aperte su ogni lato; la cella campanaria si affaccia sulle quattro fronti attraverso ampie aperture a tutto sesto; in sommità si eleva nel mezzo, oltre il cornicione modanato in aggetto, un'aguzza guglia a base ottagonale, tra quattro pinnacoli posti sugli spigoli.
All'interno la navata, coperta da una volta a botte lunettata decorata con affreschi, è affiancata da una serie di lesene doriche a sostegno del cornicione perimetrale modanato; le cappelle laterali, di cui le ultime due poco profonde, sono chiuse superiormente da volte a botte dipinte e si affacciano sull'aula attraverso ampie arcate a tutto sesto.
Il presbiterio, lievemente sopraelevato, è preceduto dall'arco trionfale, retto da paraste doriche; l'ambiente, coperto da una volta a crociera ornata con affreschi, accoglie l'altare maggiore marmoreo a mensa, retto da quattro colonnine, aggiunto tra il 1970 e il 1980; sul fondo si staglia all'interno di una cornice dorata l'antica pala raffigurante il Martirio delle sante Margherita, Agata e Lucia.

### Monastero
Il monastero si sviluppa su due ali intorno alla piccola corte, in continuità con la chiesa.
Le facciate, interamente rivestite in pietra a maglia irregolare, sono caratterizzate dalla presenza di un porticato a L, che si apre al livello terreno attraverso ampie arcate a sesto ribassato rette da massicci pilastri in laterizio coronati da sottili capitelli dorici; al piano superiore si affaccia un loggiato analogo, coperto da una serie di volte a crociera intonacate; l'ultimo livello è illuminato da piccole finestre quadrate.
Sul portico si apre un portale ad arco a tutto sesto in blocchi di pietra, risalente al XIV o al XV secolo.